# PlayStation Multitap

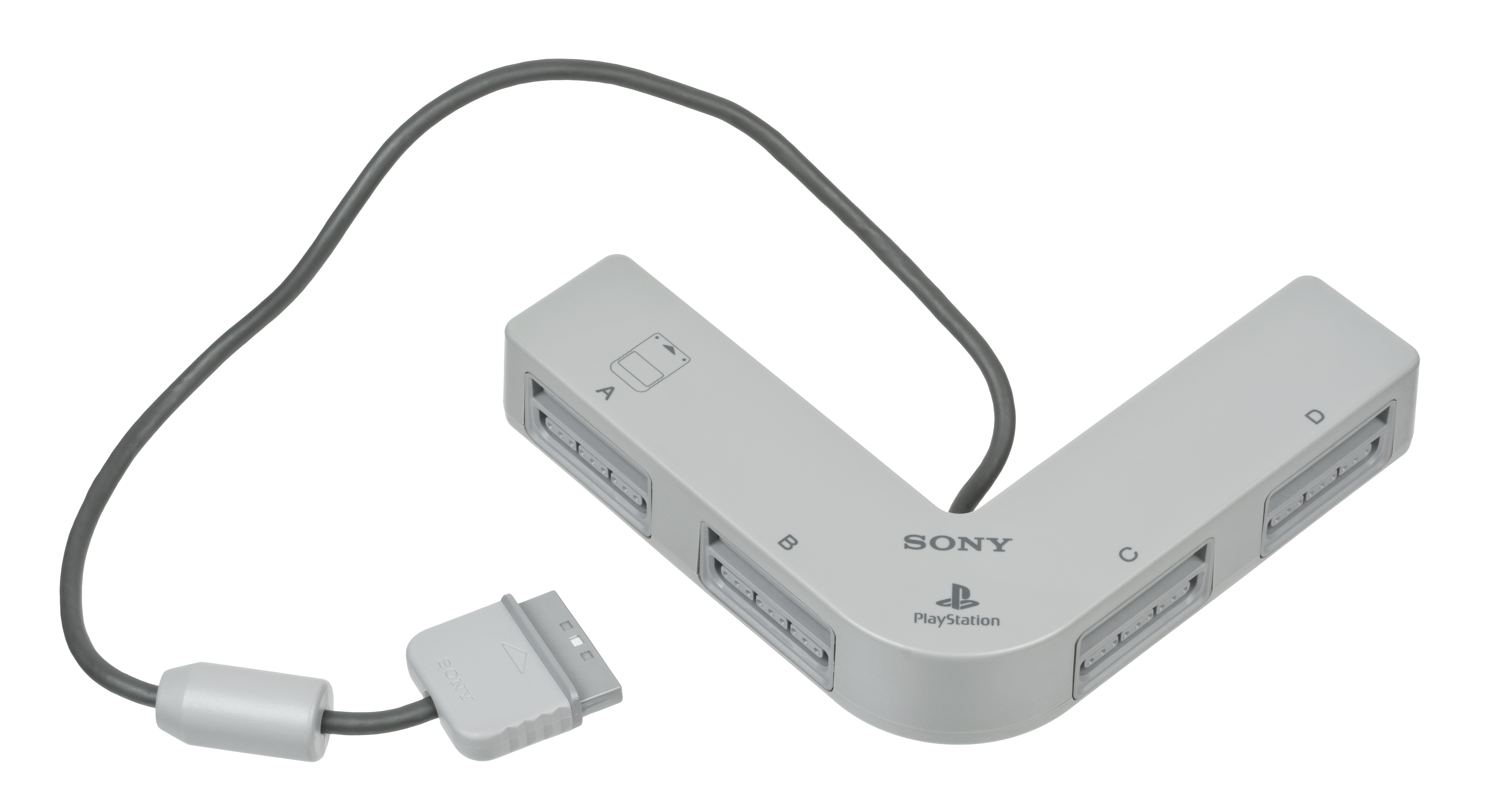
Il multitap ufficiale per PlayStation

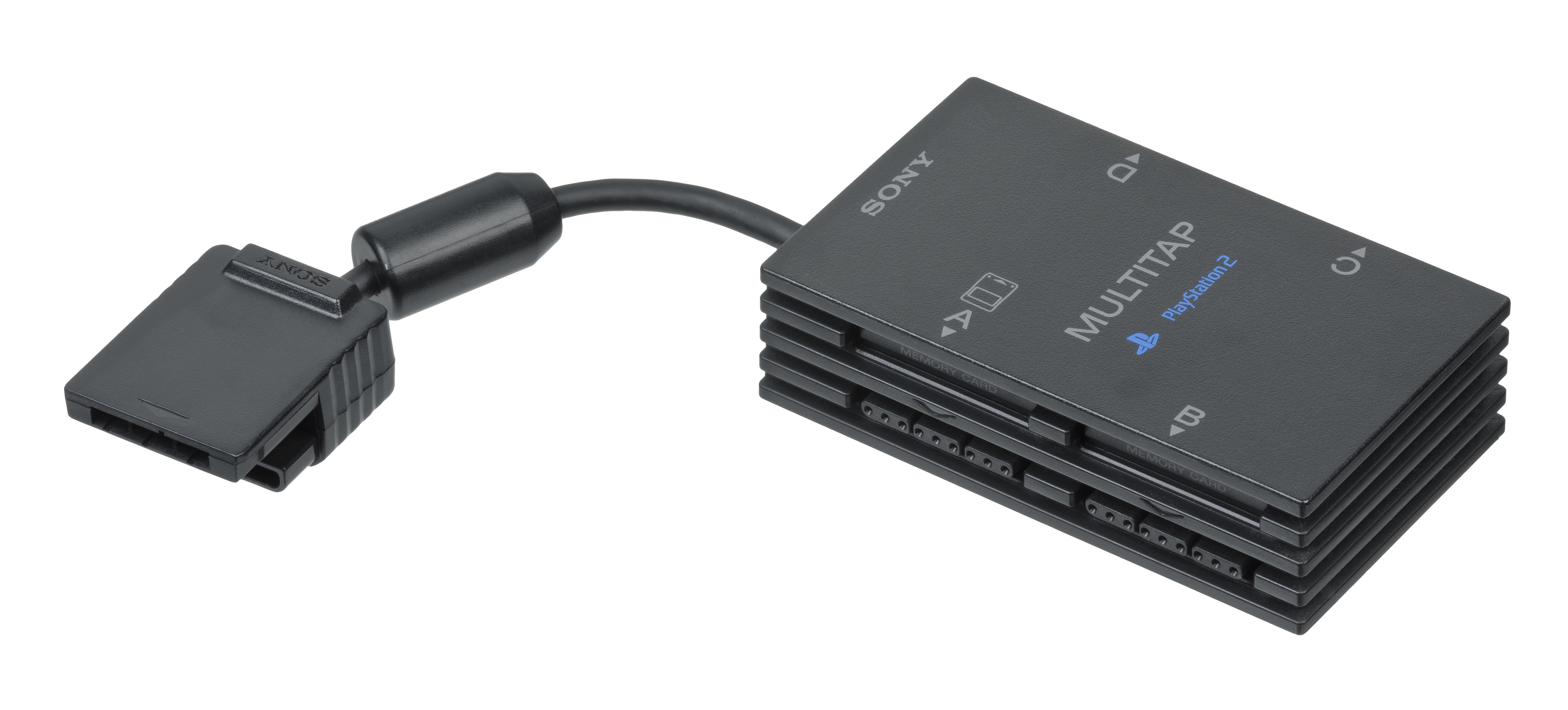
Il multitap ufficiale per PlayStation 2

PlayStation Multitap era una periferica per PlayStation. Era un adattatore che poteva essere utilizzato per collegare fino a quattro controller e schede di memoria contemporaneamente in una singola porta controller. Con un secondo multitap era possibile collegare contemporaneamente fino a otto controller e schede di memoria.
La PlayStation Multitap era originariamente disponibile di colore grigio (SCPH-1070 U) per riprendere il colore della console originale, tuttavia è stata successivamente venduta anche in una versione bianca (SCPH-1070 UH) per richiamare i colori della nuova PS. Era disponibile anche una versione più piccola (SCPH-111). Tutte e tre le versioni sono compatibili con la PlayStation originale e la PSOne, nonché con tutti i modelli della PlayStation 2 precedenti alla serie SCPH-70000. Entrambe le versioni di SCPH-1070 funzionavano solo con i giochi PlayStation originali, mentre i giochi multiplayer per PS2 richiedevano un multitap separato, SCPH-10090. Le console PlayStation 2 dopo la serie SCPH-70000 richiedono il multitap SCPH-70120, compatibile con entrambi i software PS e PS2.